# 셰르부르 습격
셰르부르 습격(Raid on Cherbourg )은 7년 전쟁 중인 1758년 8월 영국 해군이 프랑스 해안에 상륙하여 셰르부르옥트빌에 대한 공격이었다. 영국이 후방 교란을 위해 실행한 프랑스 해안 습격 정책의 일부였다.

## 배경
1757년 이후 영국의 전쟁 수행 방법은 해군의 우위를 이용하여 프랑스 해안을 습격하여 프랑스군을 견제하여 독일에서 끌어내려 했다. 이것은 또한 영국의 동맹국인 프로이센 왕국, 하노버 선제후령, 브라운슈바이크뤼네부르크 공작령에 압력 완화시킬 목적도 있었다. 1757년 가을, 영국은 로슈포르 습격을 통해 프랑스의 섬 하나를 점령했지만, 로슈포르 마을은 점령하지 못하고 끝났다. 1758년 브라운슈바이크 공작은 연합군이 후퇴를 계속하자 영국에 습격 실행을 요청했다. 영국은 이에 따라 해군 장관인 제1대 아드미랄티 남작이 남부 잉글랜드에서 원정군을 집결해 6월 생말로 공격을 실행했다. 이 공격이 성공함으로써 영국은 새로운 공격을 계획하였고, 황태자 조지의 동생 에드워드 왕자가 원정에 참가하는 것을 공표했다.

## 습격
습격에 참가한 영국 육군의 지휘관은 토마스 블라이 중장이었고, 해군의 지휘관 리처드 하우였다. 원정군은 노르망디 해안의 항구를 위협한 후, 8월 7일에 셰르부르 앞바다에 도착했다. 날씨 등의 상황도 좋아서 원정군은 우르빌르 – 나크빌르에 무사히 상륙하는데 성공했다. 이어 셰르부르의 몇몇 프랑스 요새를 점령하고, 마을과 항구를 파괴했다. 영국군은 상륙 후 정확히 1주일 후인 8월 16일에 철수했다.

## 결과
습격의 성공은 영국의 사기를 고양시켰고, 신문은 백년 전쟁 이후 최초의 성적인 상륙이라고 보도했다. 윌리엄 피트는 이 습격을 계획했지만, 막상 이것이 큰 성공을 거두자 새로운 습격을 강하게 주장했다. 1758년 9월, 블라이는 생말로를 점령하려고 했지만, 날씨가 나빴기 때문에 군의 일부 밖에 상륙할 수 없었고, 엄청난 수의 프랑스군에게 공격을 받았다. 블라이는 생 카스 전투에서 간신히 상륙군을 철수시킬 수 있지만, 영국은 전투가 끝난 후에 습격을 그만두고 독일에서 직접 프랑스 군에 맞서 싸울 전략을 취했다.
어쨌든 습격은 프랑스의 사기를 떨어뜨렸고, 프랑스 본토 전체가 영국 해군의 위협에 노출되어 있다는 인식을 프랑스 인의 뇌리에 새겨 때문에 성공했다고 할 수 있다. 프랑스는 위협을 제거하기 위해 영국 본토 침공 계획을 세웠지만, 해전의 패배로 계획은 취소되었다.

## 참고 문헌
- Anderson, Fred. Crucible of War: The Seven Years' War and the Fate of Empire in British North America, 1754-1766. Faber and Faber, 2001
- Middleton, Richard. The Bells of Victory: The Pitt-Newcastle Ministry and the Conduct of the Seven Years' War, 1757-1762. 캠브리지 대학교 출판부, 1985.
- Rodger, N. A. M. The Command of the Ocean: A Naval History of Britain, 1649-1815. 펭귄북스, 2006.
- Simms, Brendan. Three Victories and a Defeat: The Rise and Fall of the First British Empire. 펭귄북스 (2008)